# Biên giới Bắc Triều Tiên - Trung Quốc
Biên giới CHDCND Triều Tiên - Trung Quốc là biên giới quốc tế phân chia hai quốc gia Trung Quốc và Cộng hòa Dân chủ Nhân dân Triều Tiên.

## Địa lý

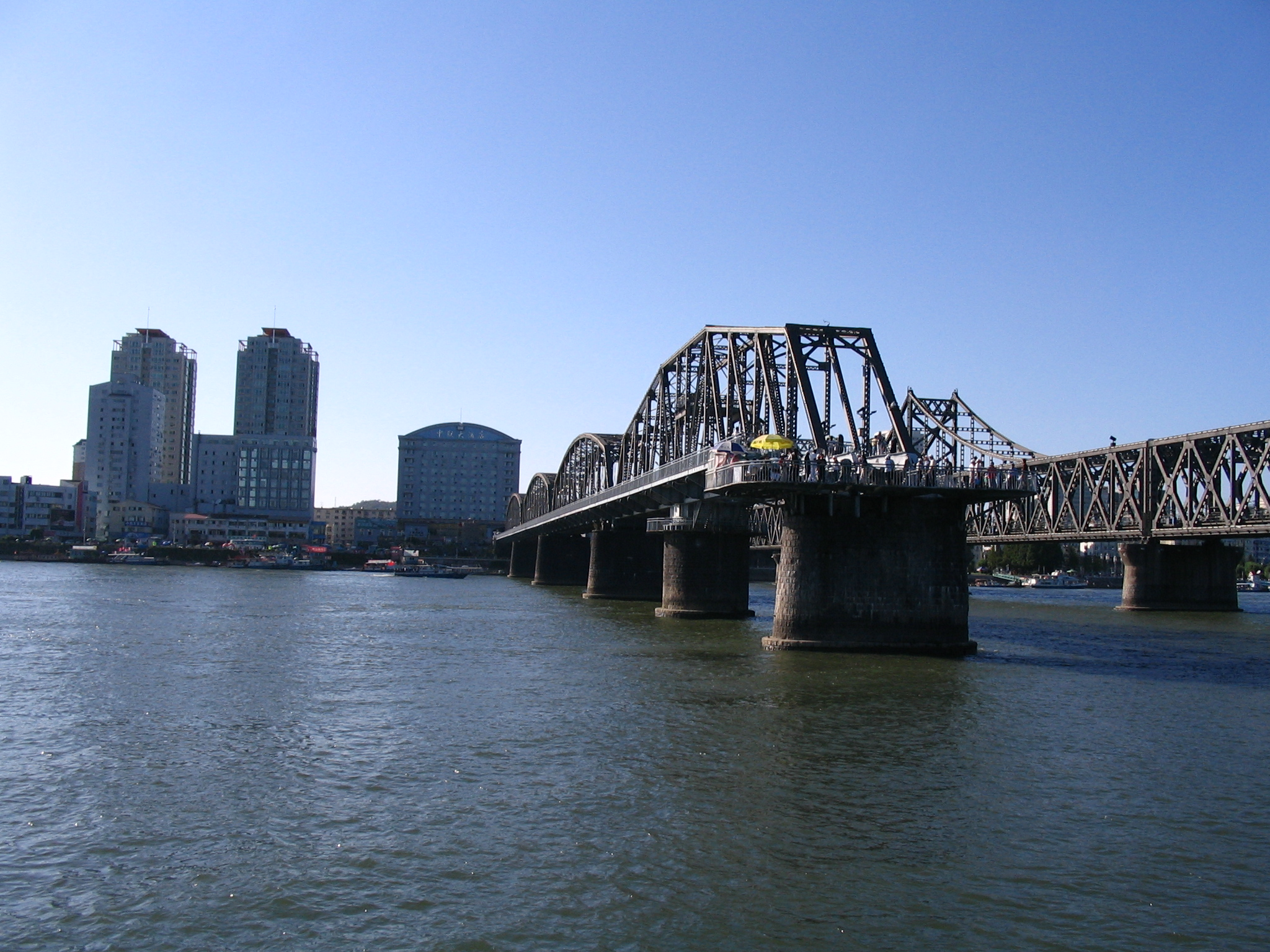
Cầu Hữu nghị Trung-Triều nối Đan Đông với Triều Tiên

Biên giới dài 1.420 kilômét (880 dặm). Từ tây sang đông, sông Áp Lục, núi Paektu và sông Đồ Môn lần lượt phân chia hai nước. Chuỗi biên giới tự nhiên này chạy dài từ cửa sông Áp Lục gần Hoàng Hải ở phía tây đến hạ nguồn sông Đồ Môn ở phía đông nơi mà ranh giới ba nước Trung Quốc, Triều Tiên và Nga giao nhau.
Thành phố Đan Đông, ở tỉnh Liêu Ninh của Trung Quốc, trên đồng bằng sông Áp Lục, là thành phố lớn nhất ở biên giới. Phía bên kia sông là thành phố Sinuiju thuộc tỉnh Pyongan Bắc, Cộng hòa Dân chủ Nhân dân Triều Tiên. Hai thành phố cùng nằm trên đồng bằng sông Áp Lục ở cuối phía tây của biên giới, gần biển Hoàng Hải. Hai vùng nước đối mặt với nhau và được kết nối bởi cầu hữu nghị Trung-Triều.
Có 205 đảo trên sông Áp Lục. Một hiệp định về biên giới năm 1962 giữa Triều Tiên và Trung Quốc chia tách các hòn đảo tùy theo dân tộc nào sống trên mỗi hòn đảo. Triều Tiên sở hữu 127 hòn đảo còn Trung Quốc là 78 hòn đảo. Do các tiêu chí phân chia, một số hòn đảo như Hwanggumpyong thuộc về Triều Tiên mặc dù chúng nằm gần lãnh thổ Trung Quốc hơn. Cả hai nước đều có quyền vận chuyển trên sông, kể cả ở đồng bằng.
Nguồn của sông Áp Lục là hồ Thiên Trì trên núi Trường Bạch, được coi là cái nôi của người Triều Tiên và người Mãn Châu. Hồ này cũng là nguồn của sông Đồ Môn, tạo thành phần phía đông của biên giới.
Có một số lượng đáng kể người gốc Triều Tiên sống ở phía Trung Quốc của biên giới, đặc biệt ở Châu tự trị dân tộc Triều Tiên Diên Biên.

## Lịch sử
Trong lịch sử, các khu vực biên giới đã bị các chính thể khác nhau của Trung Quốc và Triều Tiên tranh chấp, mặc dù mô hình biên giới hiện tại (phân chia bởi hai con sông Áp Lục-Đồ Môn) dường như đã được thiết lập vào giữa thế kỷ 15. Triều đại nhà Thanh của Trung Quốc đã cố gắng củng cố quyền kiểm soát phía Đông Bắc Trung Quốc (Mãn Châu) và thiết lập một chế độ "triều cống" mơ hồ đối với nhà Triều Tiên. Năm 1712, Hoàng đế Trung Quốc Khang Hy và vua Triều Tiên Túc Tông ủy quyền cho một phái đoàn biên giới để phân tích đường biên giới ở vùng lân cận đầu nguồn hai con sông Áp Lục-Đồ Môn trên đỉnh núi Paektu. Một cột mốc đã được dựng lên cho thấy sự liên kết biên giới trong khu vực này và một khu vực trung lập phi quân sự cũng được thiết lập dọc theo biên giới. Năm 1875, Trung Quốc do lo ngại về sự hiện diện của Nga ở phía đông, đã chiếm một phần của vùng trung lập. Một nhóm biên giới Trung-Triều đã khảo sát khu vực núi Paektu vào năm 1885–87, tuy nhiên đã có những tranh cãi về việc liệu cột mốc trước đó có bị di chuyển hay không và hai bên không thể thống nhất chính xác dòng suối nào trong số một số dòng nước đầu nguồn sẽ tạo thành biên giới. Năm 1889, Trung Quốc đơn phương phân định biên giới trong khu vực, đánh dấu nó bằng một loạt đồn, tuy nhiên những đồn này sau đó đã bị người Triều Tiên phá hủy. Triều Tiên cũng đưa ra yêu sách định kỳ đối với vùng đất có người Triều Tiên sinh sống (Jiandao) ở phía bắc sông Đồ Môn, nơi vốn thuộc về phía Trung Quốc.
Vào đầu thế kỷ 20, nhà Triều Tiên chịu ảnh hưởng ngày càng gia tăng của đế quốc Nhật Bản, và đến năm 1905, Triều Tiên được coi là một nước bảo hộ của Nhật Bản. Năm 1909, Trung Quốc và Nhật Bản đã ký Công ước Gando, theo đó Triều Tiên được yêu cầu từ bỏ bất kỳ yêu sách nào ở phía bắc đường biên giới Áp Lục-Đồ Môn để đổi lấy sự nhượng bộ đáng kể của Trung Quốc đối với Nhật Bản. Ở khu vực núi Paektu, cây cột năm 1712 đã được xác nhận là cột mốc biên giới, và dòng nước đầu nguồn Shiyi/Sogul chảy vào sông Đồ Môn được xác định là biên giới chính thức. Năm sau, Nhật Bản chính thức sáp nhập bán đảo Triều Tiên vào lãnh thổ của mình, khiến khu vực này khi đó trở thành biên giới giữa Trung Quốc và Nhật Bản. 
Năm 1962, khi cả hai chính quyền Trung Quốc và Triều Tiên đều theo chủ nghĩa cộng sản, một hiệp ước biên giới mới đã được ký kết để ấn định đường biên giới dọc theo sông Áp Lục và Đồ Môn, với phần đất liền ở giữa chạy qua đỉnh núi Paektu và qua cả hồ Thiên Trì. Một nghị định thư tiếp theo năm 1964 đã phân bổ vô số đảo nhỏ ven sông, cấp 264 đảo cho Bắc Triều Tiên và 187 đảo cho Trung Quốc.

## Thương mại và liên lạc

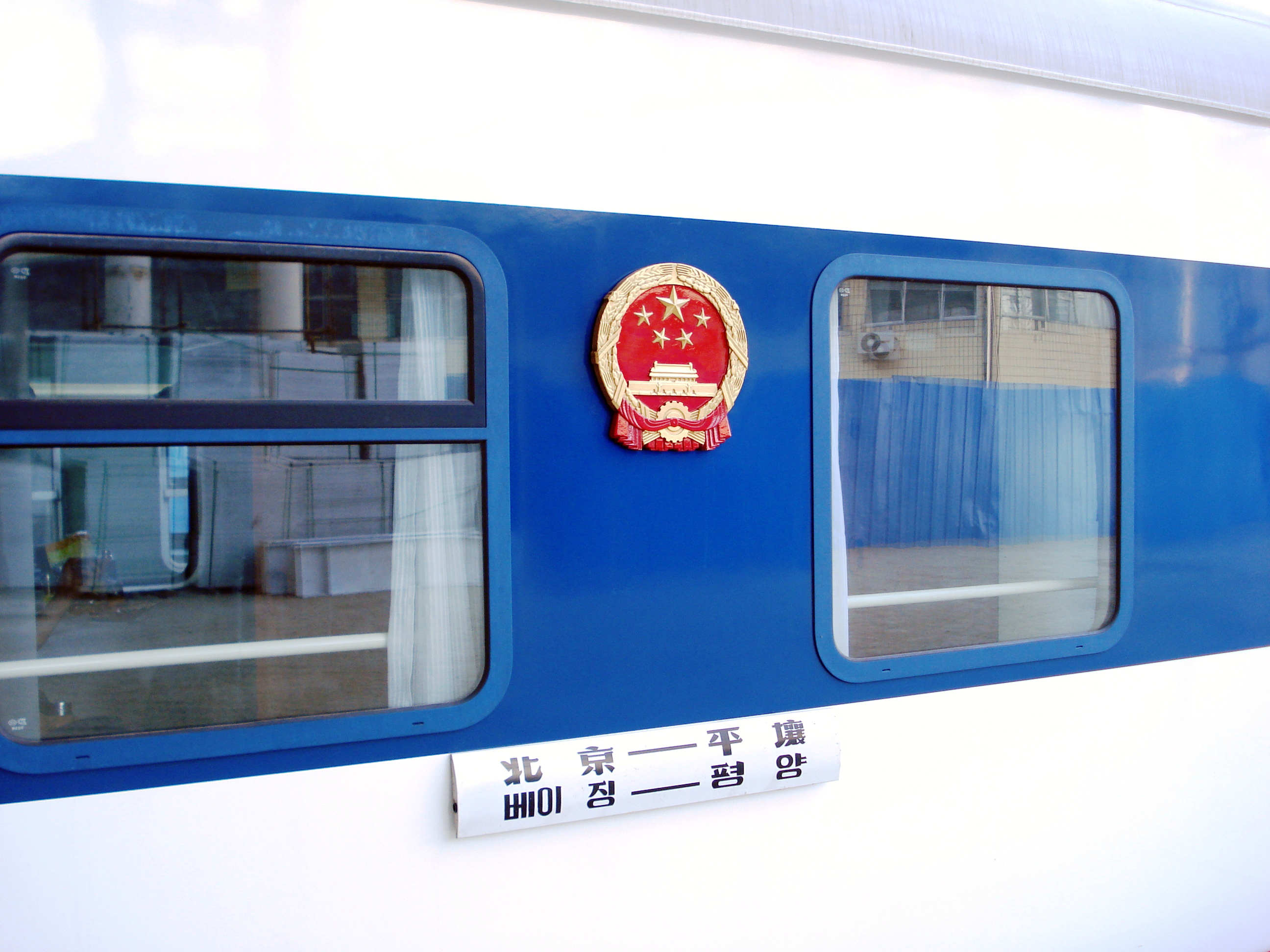
Chuyến tàu chở khách tuyến Bắc Kinh - Bình Nhưỡng đi ngang qua Đan Đông

Biên giới với Trung Quốc được mô tả là "huyết mạch của CHDCND Triều Tiên với thế giới bên ngoài". Phần lớn thương mại Trung Quốc-Triều Tiên đi qua cảng Đan Đông.
Dịch vụ điện thoại di động của Trung Quốc đã được phủ sóng đến 10 km (6 dặm) vào lãnh thổ Triều Tiên, dẫn đến sự phát triển của một thị trường bất hợp pháp chuyên buôn bán điện thoại di động Trung Quốc ở khu vực biên giới. Các cuộc gọi quốc tế vốn bị nghiêm cấm ở Triều Tiên, và những người vi phạm tự đặt mình vào tình thế rủi ro khi mua những chiếc điện thoại như vậy.
Khách du lịch ở Đan Đông có thể đi thuyền cao tốc dọc theo phía Triều Tiên của sông Áp Lục và lên các chi lưu của nó.
Trong chuyến thăm Đan Đông của Peter Hessler, ông lưu ý rằng một sự kiện đám cưới chung cho nhiều cặp vợ chồng Trung Quốc liên quan đến việc thuê thuyền, mặc áo phao trên quần áo cưới của họ và tới biên giới Triều Tiên để chụp ảnh đám cưới.
Thẻ nhớ và gấu bông là một trong số các mặt hàng phổ biến nhất dành cho người Triều Tiên khi mua sắm ở Đan Đông.

## An ninh biên giới

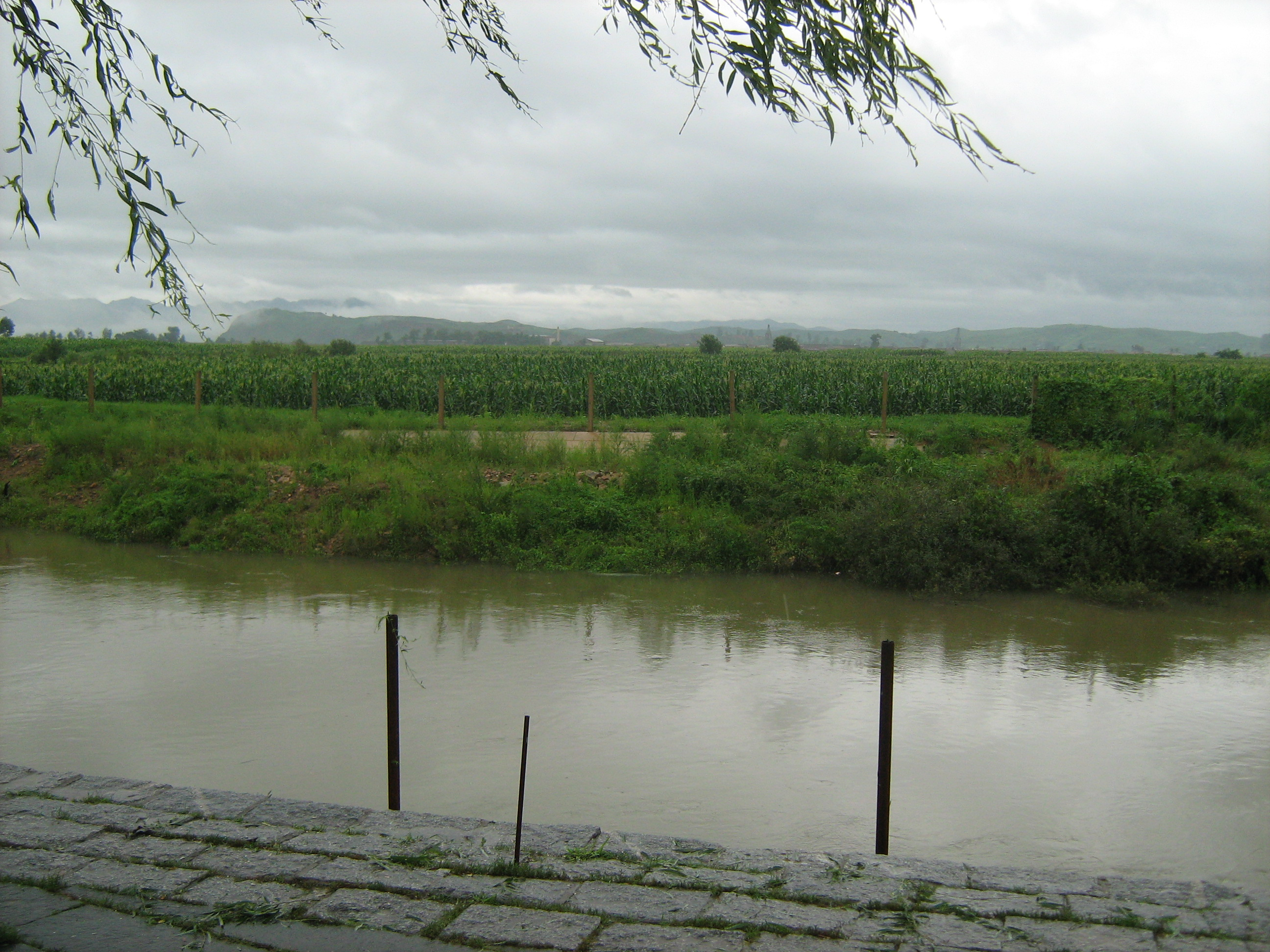
Biên giới ở đồng bằng châu thổ sông Áp Lục gần Đan Đông năm 2012

An ninh đường biên giới dài 1.420 km giữa Triều Tiên và Trung Quốc được mô tả là khá lỏng lẻo, nhiều đoạn thậm chí không có lực lượng biên phòng tuần tra. Vì thế, nhiều người Triều Tiên muốn chạy trốn khỏi đất nước đã đào tẩu sang Trung Quốc.
Chính phủ Trung Quốc chuyển giao trách nhiệm quản lý biên giới cho quân đội từ cảnh sát vào năm 2003. Chính quyền Trung Quốc bắt đầu xây dựng hàng rào dây thép "trên các tuyến đường đào tẩu chính dọc theo sông Đồ Môn" vào năm 2003. Bắt đầu từ tháng 9 năm 2006, Trung Quốc dựng hàng rào dài 20 kilômét (12 dặm) trên biên giới gần Đan Đông, dọc theo các đoạn của đồng bằng sông Áp Lục với bờ thấp hơn và chiều rộng hẹp hơn. Hàng rào bê tông và dây kẽm gai có chiều cao từ 2,4 mét đến 4,6 mét.
Năm 2007, một quan chức Hoa Kỳ tuyên bố rằng Trung Quốc đang xây dựng thêm "hàng rào và công trình tại các tiền đồn biên giới quan trọng". Cùng năm đó, có thông tin cho rằng Triều Tiên đã bắt đầu xây dựng một hàng rào dọc theo 10 kilômét (6,2 dặm) dọc theo bờ sông Áp Lục, đồng thời xây dựng một con đường để bảo vệ khu vực.
Năm 2011, có thông tin cho rằng Trung Quốc đang xây dựng hàng rào cao 4 mét gần Đan Đông và 13 kilômét hàng rào mới này đã được xây dựng. Cũng có thông tin cho rằng Trung Quốc đang tăng cường các cuộc tuần tra và các chốt tuần tra mới đang được xây dựng trên vùng đất cao hơn để có tầm nhìn rộng hơn trong khu vực. Theo một cư dân trong khu vực: "Đây là lần đầu tiên những hàng rào biên giới kiên cố như vậy được dựng lên ở đây. Có vẻ như nó có liên quan đến tình hình bất ổn ở Triều Tiên". Người dân cũng nói thêm rằng trước đây "bất kỳ ai cũng có thể băng qua nếu họ thực sự muốn" vì hàng rào chỉ dài 3 mét và không có dây kẽm gai.
Vào năm 2014, một nhà báo người Úc đến thăm Đan Đông đã báo cáo về mức độ an ninh biên giới khá thấp. Vào năm 2015, việc lập hàng rào biên giới được báo cáo là điều ngoại lệ chứ không phải là quy tắc giữa hai nước. Vào năm 2015, một phóng viên đã đi dọc biên giới phía Trung Quốc nhận xét rằng mật độ hàng rào rất hiếm và có thể dễ dàng băng qua sông Áp Lục khi nó bị đóng băng. Báo cáo tương tự cũng ghi nhận sự tiếp xúc thân thiện giữa những người ở hai bên biên giới. Vào năm 2018, một phóng viên tác nghiệp đã lái xe dọc biên giới và mô tả khu vực này "dặm này qua dặm khác, không có ai canh giữ".
Vào năm 2015, một người lính Triều Tiên đã giết chết bốn công dân Trung Quốc gốc Triều Tiên sống dọc biên giới Trung Quốc với Triều Tiên.

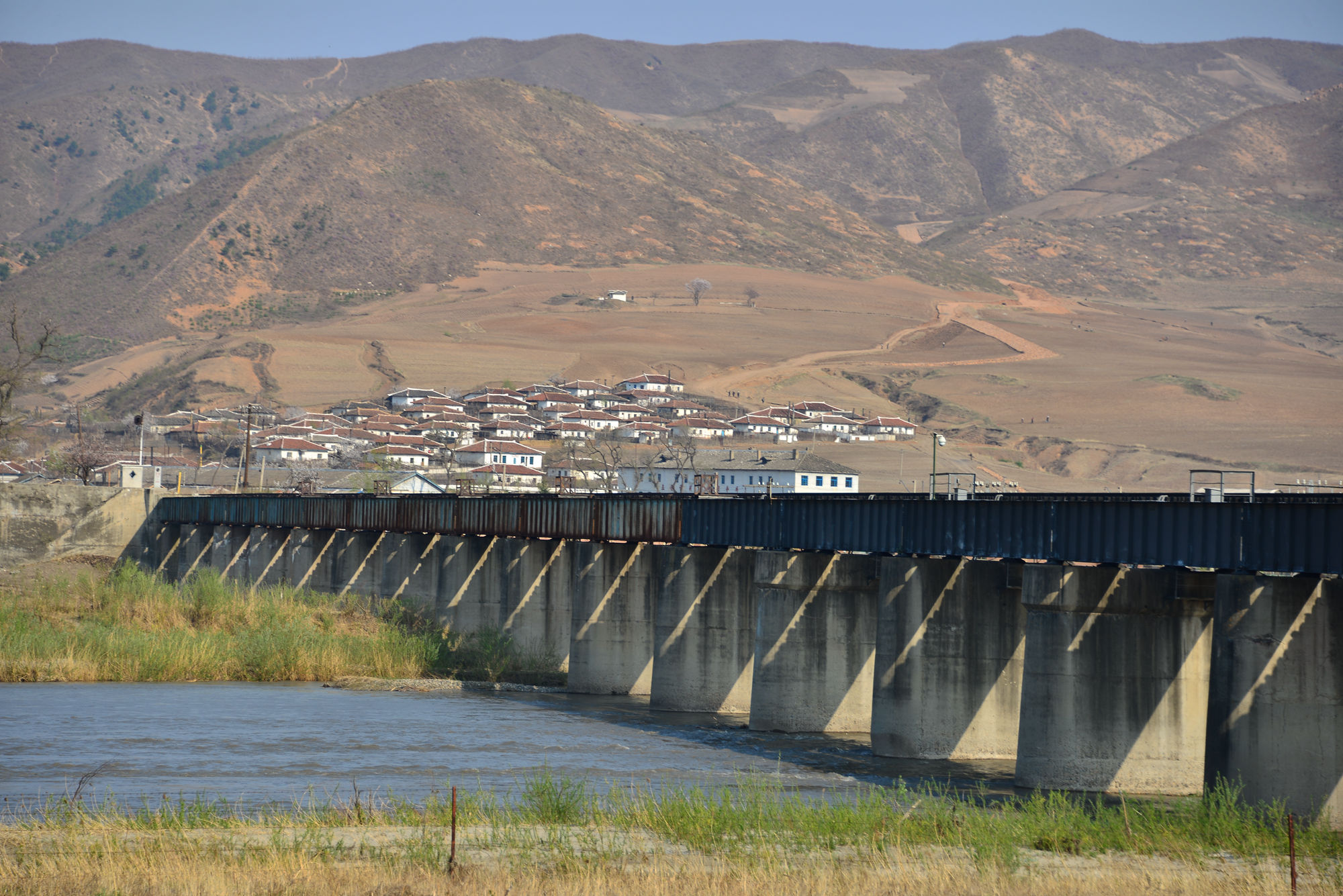
Cầu đường sắt băng qua sông Đồ Môn dọc biên giới hai nước

Tin đồn về việc Trung Quốc huy động quân đội ở biên giới thường lan truyền trong thời điểm căng thẳng gia tăng trên bán đảo Triều Tiên. Theo học giả Adam Cathcart, những tin đồn này rất khó chứng minh và khó giải thích.
Một tài liệu bị rò rỉ của China Mobile đã lan truyền trên mạng xã hội Trung Quốc vào ngày 7 tháng 12 năm 2017 được cho là đã tiết lộ kế hoạch của chính phủ Trung Quốc về việc xây dựng năm "điểm định cư cho người tị nạn" dọc biên giới với Triều Tiên ở huyện tự trị Trường Bạch và tỉnh Cát Lâm. Điều này rõ ràng là để chuẩn bị cho một làn sóng lớn người tị nạn Bắc Triều Tiên chạy sang nếu chế độ họ Kim sụp đổ trong một cuộc xung đột tiềm ẩn với Hoa Kỳ. The Guardian trích dẫn tài liệu: “Do căng thẳng xuyên biên giới, Đảng [Cộng sản Trung Quốc] và chính quyền huyện Trường Bạch đã đề xuất thành lập năm trại tị nạn trong huyện.